# Yoshiharu Horii
Yoshiharu Horii (japanisch 堀井 美晴 Horii Yoshiharu; * 16. März 1953 in der Präfektur Shizuoka) ist ein ehemaliger japanischer Fußballspieler.

## Karriere
Horii erlernte das Fußballspielen in der Schulmannschaft der Fujieda Higashi High School. Seinen ersten Vertrag unterschrieb er 1971 bei den Yanmar Diesel. Der Verein spielte in der höchsten Liga des Landes, der Japan Soccer League. Mit dem Verein wurde er 1971, 1974, 1975 und 1980 japanischer Meister. Für den Verein absolvierte er 204 Erstligaspiele. Ende 1987 beendete er seine Karriere als Fußballspieler.

## Erfolge
Yanmar Diesel
- Japan Soccer League

Meister: 1971, 1974, 1975, 1980
Vizemeister: 1972, 1978
- JSL Cup

Sieger: 1983, 1984
Finalist: 1977, 1982
- Kaiserpokal

Sieger: 1974
Finalist: 1971, 1972, 1976, 1977, 1983